# Cerro Las Minas
Cerro Las Minas är Honduras högsta bergstopp. Den är 2 849 meter över havet.